# Ретинопатия Purtscher
 Ретинопатия Purtscher  — заболевание, при котором повреждена часть глаза (сетчатка). Обычно ассоциируется с тяжелыми травмами головы, но также может произойти от других видов травм, таких как переломы трубчатых костей, или от нескольких не-травматических системных заболеваний. Тем не менее, точная причина заболевания не очень хорошо ясна. Лечение, специфическое для ретинопатии Purtscher отсутствует, как и устойчивый прогноз тоже. Болезнь может угрожать зрению, иногда вызывая временную или постоянную слепоту .
Она была названа в честь австрийского врача-офтальмолога Othmar Purtscher (1852-1927), который обнаружил её в 1910 году и полностью описал  в 1912 году.

## История болезни
Ретинопатия Purtscher была впервые охарактеризована в 1910 и 1912 годах как синдром внезапной слепоты после черепно-мозговой травмы, с пятнами кровоизлияний и белизны сетчатки  обоих глаз. Позднее было обнаружено её появление и после других видов травм, таких как травма грудной клетки, и связь с некоторыми не-травматическими системными заболеваниями. Ретинопатии Purtscher может также быть связана с острой формой панкреатита, васкулита, эмболизацией таких материалов, как жир и амниотическая жидкость, системной красной волчанкой, тромботическим тромбоцитопеническим пурпурами и хронической почечной недостаточностью. Кроме того, ретинопатия Purtscher может быть вызвана обширными переломами  трубчатых костей.

## Диагностика
Когда речь идет о травме, для постановки диагноза необходима только экспертиза глазного дна  задней части глаза (сетчатки). Флуоресцеиновая ангиография может указать на снижение кровотока в области белизны в сетчатке.

## Патофизиология
Ретинопатия Purtscher, скорее всего, включает в себя сложную патофизиологию, с несколькими дополнительными факторами, включающими агрегаты системы комплемента, жиры, воздух, сгустки фибрина и сгустки тромбоцитов. Болезнь приводит к образованию ватных пятен в сетчатке, нахождение которых наблюдалось и в ряде других заболеваний, и атрофии зрительного нерва.

## Сопутствующие заболевания
- Серьёзная травма головы, груди, или трубчатой кости
- Острый панкреатит
- Эмболия околоплодными водами
- Хроническая почечная недостаточность
- Дерматомиозит
- Синдром жировой эмболии
- Склеродерма
- Системная красная волчанка (СКВ)
- Тромботический тромбоцитопенический пурпуры (ТТП)

## Лечение
Эта ретинопатия может быть вылечена триамцинолоном в некоторых случаях. Однако, в общем, ретинопатия Purtscher неизлечима. Если она вызвана системными заболеваниеми или эмболией, то они должны быть вылечены.

## Прогноз
Ретинопатия Purtscher может привести к потере зрения, с перспективой лишь незначительного его восстановления. Однако, восстановление зрения имеет место в некоторых случаях, и сообщалось о различных  долгосрочных прогнозах.